# البهائية في المكسيك
بدأت الديانة البهائية في المكسيك بزيارات البهائيين قبل عام 1916. في عام 1919، نُشرت رسائل من رأس الدين، عبد البهاء، تذكر المكسيك كواحدة من الأماكن التي ينبغي للبهائيين أن يأخذوا دينهم إليها. وبعد انتقال المزيد من الرواد إلى هناك وإجراء الاتصالات، انضم أول مكسيكي إلى الدين في عام 1937، تبع ذلك سريعًا انتخاب أول جمعية روحية محلية بهائية في كل أمريكا اللاتينية في عام 1938. مع استمرار النمو، تم انتخاب الجمعية الروحية الوطنية لأول مرة في عام 1961. تقدر جمعية أرشيف بيانات الأديان (بالاعتماد على الموسوعة المسيحية العالمية) عدد البهائيين بحوالي 37،900 في عام 2005.

## التمهيد
قام العديد من البهائيين من الولايات المتحدة برحلات إلى المكسيك لتقديم الدين قبل عام 1916، بما في ذلك السيد والسيدة فرانكلاند، ومارك توبي، وروي فيلهلم.

### ألواح عبد البهاء للخطة الإلهية
كتب عبد البهاء، الذي كان آنذاك رئيسًا للدين، سلسلة من الرسائل، أو الألواح، إلى أتباع الدين في الولايات المتحدة في عامي 1916 و1917؛ وقد تم تجميع هذه الرسائل معًا في كتاب ألواح الخطة الإلهية. كانت اللوحة السادسة هي الأولى التي تذكر مناطق أمريكا اللاتينية، وقد كتبت في 8 أبريل 1916، ولكن تأخر تقديمها في الولايات المتحدة حتى عام 1919 ــ بعد نهاية الحرب العالمية الأولى ووباء الإنفلونزا الإسبانية. تمت ترجمة اللوح السادس وتقديمه من قبل ميرزا أحمد سهراب في 4 أبريل 1919، ونشر في مجلة نجم الغرب في 12 ديسمبر 1919. وبعد أن أشار إلى ضرورة زيارة رسالة الدين إلى بلدان أمريكا اللاتينية، تابع عبد البهاء:
... بعد أن انفصلوا عن راحة العالم وهدوءه، فقد ينشأون ويسافرون عبر ألاسكا، وجمهورية المكسيك، وجنوب المكسيك في جمهوريات أمريكا الوسطى، مثل غواتيمالا، وهندوراس، والسلفادور، ونيكاراغوا، وكوستاريكا، وبنما، وبليز...
وبعد صدور الألواح البهائية، وفي وقت وفاة عبد البهاء عام 1921، بدأ عدد قليل من البهائيين الآخرين بالانتقال إلى أمريكا اللاتينية.

### خطة السنوات السبع والعقود التالية
في أبريل 1936 سافرت أورسيلا ريكسفورد إلى المكسيك لعرض الدين على جهات اتصال مختلفة بشأن قضايا مثل وجهة النظر البهائية للسلام العالمي. كتب شوقي أفندي، الذي تم تعيينه خليفة لعبد البهاء، برقية في الأول من مايو عام 1936 إلى المؤتمر البهائي السنوي للولايات المتحدة وكندا، وطلب البدء في التنفيذ المنهجي لرؤية عبد البهاء. وكتب في برقيته:

«نداء إلى الوفود المجتمعة للتأمل في النداء التاريخي الذي أطلقه عبد البهاء في ألواح الخطة الإلهية. نحثّ على إجراء مداولات جادة مع المجلس الوطني القادم لضمان تنفيذه بالكامل. القرن الأول من العصر البهائي يُشرف على نهايته. البشرية تدخل أطرافها الخارجية في أخطر مرحلة من مراحل وجودها. فرص هذه الساعة ثمينة للغاية. نسأل الله أن تحتضن كل ولاية في الجمهورية الأمريكية وكل جمهورية في القارة الأمريكية، قبل نهاية هذا القرن المجيد، نور دين بهاء الله، وأن تُرسي الأساس الهيكلي لنظامه العالمي.»

وبعد برقية الأول من مايو/أيار، جاءت برقية أخرى من حضرة شوقي أفندي في التاسع عشر من مايو/أيار تدعو إلى إنشاء رواد دائمين في جميع بلدان أمريكا اللاتينية. وقد عين المجلس الروحي الوطني البهائي للولايات المتحدة وكندا لجنة مشتركة بين الأمريكتين لتتولى مسؤولية الاستعدادات. خلال مؤتمر البهائيين في أمريكا الشمالية عام 1937، أرسل شوقي أفندي برقية ينصح فيها المؤتمرين بإطالة مداولاتهم للسماح للمندوبين والجمعية الوطنية بالتشاور حول خطة من شأنها تمكين البهائيين من الذهاب إلى أمريكا اللاتينية بالإضافة إلى تضمين استكمال الهيكل الخارجي لبيت العبادة البهائي في ويلميت، إلينوي. في عام 1937، أعطت الخطة السبعية الأولى (1937–1944)، وهي خطة دولية صممها شوقي أفندي، البهائيين الأميركيين هدف إقامة الدين البهائي في كل دولة في أميركا اللاتينية. مع انتشار البهائيين الأمريكيين، بدأت المجتمعات والجمعيات البهائية تتشكل في عام 1938 في جميع أنحاء أمريكا اللاتينية.

## التاريخ المبكر

### التجمع الأول
بعد رحلات فرانسيس ستيوارت [الإنجليزية] وآخرين مثل بياتريس إروين كان أول شخص يعلن إيمانه بالدين في المكسيك هو ماريا ديل ريفوجيو أوتشوا من مدينة مكسيكو في عام 1937. تم الاتصال بمجموعة تعتقد أن رسولًا جديدًا لله كان على وشك الظهور أو ظهر بالفعل. ومن بين المواضيع التي تمت مناقشتها في وقت مبكر كان السلام العالمي والطهارة. انضمت المجموعة بأكملها إلى الدين وشكلت أول جمعية روحية محلية بهائية في أمريكا اللاتينية في عام 1938. ومن بين الأعمال المبكرة للجمعية كانت ترجمة الأدب البهائي. وكان ضباطها هم بيدرو أندريس باسورتو، وماريا لويزا بي دي خورادو، وزينايدا جوراد. وقد لوحظ منذ وقت مبكر في مايو 1938 أنه بمجرد تشكيلها كجمعية فإنها لم تعد تحت سلطة الجمعية الوطنية للولايات المتحدة. تمت دعوة الجمعية لحضور المؤتمر الوطني الأمريكي لتسهيل التواصل والتشاور حول تقدم الدين في المنطقة. أرسلوا ممثلًا. نشرت مجلة شهرية تدعى أمير، والتي كانت تصدر في المكسيك سيتي، قصة بعنوان «رسالة جديدة روحية إلى إله الشرق»، قبل أبريل 1939، حيث قدمت الدين بشكل مباشر وأعادت إنتاج صورة لدار العبادة البهائية في الولايات المتحدة وأعضاء الجمعية في مدينة مكسيكو. سعى المجلس إلى الحصول على الاعتراف القانوني في ربيع عام 1939، فضلاً عن إنشاء الفصول الدراسية في شتاء عامي 1938 و1939. في أوائل ربيع عام 1940، بدأت في نشر نشرتها الإخبارية الخاصة – أخبار البهائيين – والتي بدأت بمقالة مكونة من 6 صفحات تصف التاريخ الموجز للمجتمع وأنشطته. كما واجه المكسيكيون خارج المكسيك هذا الدين أيضًا. في عام 1940، شارك أربعة مكسيكيين في مراسم أقيمت في كوستاريكا لإحياء ذكرى وفاة ماي ماكسويل. بعد البدء في وضع الخطط في يناير 1941 لبث إذاعي من قبل شركة فورد لتغطية أمريكا الوسطى والجنوبية، تم إنجاز البث بنجاح في 26 نوفمبر 1941. وفي هذه الأثناء، لوحظ وجود بيدرو إسبينوزا من مدينة مكسيكو وهو يتحدث في المركز البهائي في نيويورك في يونيو 1943.
بحلول عام 1942، تم انتخاب جمعية أخرى في مدينة بويبلا على الرغم من فشلها في إعادة انتخابها في عام 1943.

### التطورات الإقليمية
انعقد مؤتمر لعموم الأميركيين، أي مؤتمر الشمال والجنوب، للبهائيين في عام 1944، وكان كارلوس فيرجارا مندوباً من المكسيك.
سافر عدد من الأفراد البهائيين البارزين لزيارة البلاد بدءًا من أوائل عام 1945: جولييت تومسون في أوائل عام 1945 لمدة عام، دوروثي بيتشر بيكر، رئيسة لجنة الأمريكتين آنذاك، في أواخر عام 1945 ومرة أخرى في أوائل عام 1947، أميليا كولينز في أوائل عام 1946 وماسون ريمي في أوائل عام 1947. وفي وقت لاحق تم تعيين معظم هؤلاء كأيدي للقضية، وهي مكانة مميزة في الدين. قامت ابنة دوروثي بيكر بجولة في المكسيك عدة مرات وساعدت في إعادة تأسيس جمعية بويبلو التي فشلت في إعادة انتخابها سابقًا بالإضافة إلى جمعية أخرى في كواتيبيك. كما خدم تشارلز إيواس [الإنجليزية] وأموز جيبسون، اللذان أصبحا لاحقًا عضوين في بيت العدل الأعظم، في المجتمع لفترة من الوقت أيضًا.
في يناير 1947 استضافت مدينة بنما المؤتمر الأول لدول شمال أمريكا اللاتينية لبناء وعي جديد بالوحدة بين البهائيين في أمريكا الوسطى والمكسيك وجزر الهند الغربية لتركيز الطاقات من أجل انتخاب جمعية وطنية إقليمية. تم تعيين لجان إقليمية للإشراف على بنما والمكسيك ونيكاراغوا. وكان أعضاؤها هم جوزي أنطونيو بونيلا، ومارسيا ستيوارد، وناتاليا شافيز، وجيراردو فيجا، وأوسكار كاسترو. وبأثر رجعي، كان الهدف المعلن للجنة هو تسهيل التحول في توازن الأدوار من التوجيه في أمريكا الشمالية والتعاون في أمريكا اللاتينية إلى التوجيه في أمريكا الشمالية والتعاون في أمريكا اللاتينية. وكانت العملية جارية على قدم وساق بحلول عام 1950، وكان من المقرر تنفيذها حوالي عام 1953. في عام 1948، قام العديد من أعضاء اللجنة وغيرهم برحلات مكثفة عبر المنطقة لزيارة المجتمعات البهائية والمؤتمرات الإقليمية المختلفة – أحدها استضافه مكسيكو سيتي في عام 1948 – والمدارس المؤقتة. في عام 1950، قامت اللجنة بتنسيق سلسلة من الفصول الدراسية لزيارة البهائيين المتجولين وفصول التعاليم بين المجتمعات جنبًا إلى جنب مع التنسيق الوثيق لخدماتهم.
وفي عام 1951، تم انتخاب جمعية روحية وطنية إقليمية لأمريكا الوسطى والمكسيك وجزر الأنتيل وحضرها دوروثي بيكر وهوراس هولي كممثلين خاصين. استضاف المؤتمر 25 مندوبًا من بنما وكوستاريكا ونيكاراغوا وهندوراس والسلفادور وغواتيمالا والمكسيك وكوبا وهايتي وجمهورية الدومينيكان وبورتوريكو وجامايكا. بعد الانتخابات، أشارت رسالة من المجلس الإقليمي إلى أنه «يُولى اهتمام كبير للتأكيد على الحاجة إلى فهم أعمق لإدارة الدين في جميع أنحاء المنطقة. وتُدرَّس المجالس المحلية، من خلال اللجنة الوطنية للتعليم والنشرة البهائية، لاكتساب مفهوم أسمى لأهميتها كهيئات حاكمة. ويُهيَّأ هؤلاء تدريجيًا ولكن بثبات لإدراك أنهم ليسوا مجرد مجموعات من تسعة أشخاص يجتمعون معًا في وحدة روحية بحتة، بل تسعة أعضاء في هيئة حاكمة، يجتمعون معًا للحفاظ على النظام والسلام في مجتمعاتهم، وحل مشاكلهم من خلال الصلاة والتشاور، وابتكار طرق ووسائل فعّالة لنشر الدين في المنطقة الخاضعة لسلطتهم القضائية المباشرة.» وكان أعضاء المجلس عام 1952 هم: راكيل كونستانتي، وكورا أوليفر، وجيمس فيسي، وإيلينا ماريلا، وأرتيموس لامب، ولويز كاسويل، وزينايدا خورادو، وديفيد إسكالانتي، وراندولف فيتز–هنلي. انعقد مؤتمر عام 1955 في مدينة مكسيكو بحضور 27 مندوبًا، حضر منهم 16. خلال هذا الوقت، قام أعضاء مجلس المساعدة، المساعدون لمنظمة «أيدي الأمر» في ذلك الوقت، بحملة لزيارة العديد من المجتمعات مع استمرار تنسيق العديد من الرواد من قبل الجمعية الإقليمية. تم تشكيل أول جمعية لمونتيري في عام 1956. في يوليو 1956، انعقد المؤتمر المكسيكي الأول حول القضايا الخاصة بالمكسيك فيما يتعلق بنشر الدين.
أعيد تنظيم الجمعية الإقليمية في أبريل 1957 بانضمام المكسيك إلى جمهوريات أمريكا الوسطى: بنما، وكوستاريكا، ونيكاراغوا، وهندوراس، والسلفادور، وغواتيمالا. وكان من بين الحاضرين ممثلاً لرأس الدين، شوقي أفندي، يد القضية ذكر الله خادم، مع 27 مندوبًا من مختلف البلدان بالإضافة إلى ممثلين عن مؤسسات مختلفة. في عام 1958 كان هناك 50 مندوبًا في انتخابات الجمعية الإقليمية. بُذلت جهود منسقة في عام 1959 للاحتفال بيوم الأمم المتحدة وتم تشكيل أول جمعية لسان ميغيل دي الليندي في غواناخواتو. في عام 1959، انعقد أول اجتماع عام حول الدين في المكسيك في جوادالاخارا. وقد تم تغطية اللقاء من قبل الأخبار المحلية. حضر مؤتمر عام 1960 يد القضية ويليام سيرز.
في عام 1961 انتخب البهائيون المكسيكيون جمعيتهم الروحية الوطنية الخاصة بهم، وكان بول هاني، [الإنجليزية] يد القضية، يشرف على الإجراءات. وكان أعضاؤها هم: صموئيل بورافاتو، والدكتور إدريس رايس–راي، وفاليريا نيكولز، وكارمن بورافاتو، وهارولد موراي، وفلورنس مايبيري، وآنا هوارد، وتشابي أنجولو، وإيرل جيمس موريس.

#### الاتصالات الهندية
في مارس 1957 تم تسجيل أول الهنود الذين انضموا إلى الدين. وبحلول أبريل/نيسان 1958، كانت هناك لجنة متخصصة ركزت على هذه الحاجة وبدأت نشاطها في إجراء الاتصالات وترجمة المواد. تم الترحيب بالمراقبين البهائيين في مؤتمر الهنود الأميركيين في مدينة غواتيمالا عام 1959 بفضل اتصالاتهم مع الإصدارات المحلية للمعاهد الهندية الأميركية في المنطقة، وشمل ذلك فرصًا لمشاركة الترجمات الأصلية والإسبانية للمنشورات البهائية. في عام 1961، لاحظت أيدي قضية الأمريكتين بشكل خاص انتشار الدين بين الهنود عبر القارات، مشيرة إلى التقدم الذي حدث في المكسيك بينهم. تم انتخاب أول جمعية هندية بالكامل في المكسيك في سان رافائيل كوماك بالقرب من تشولولا، بويبلا [الإنجليزية] عام 1960. قام إينوك أولينغا، مناصرة القضية، بزيارة هذه الجمعية في سان رافائيل في مايو 1961.

## تشكيل المجتمع الوطني
في عام 1963 تم انتخاب أعضاء الجمعية الوطنية من قبل 19 مندوبًا من المجتمع المكسيكي. وفي ذلك العام جرت أول انتخابات لبيت العدل الأعظم، وكان المندوبون للانتخابات هم أعضاء الجمعيات الوطنية. وفي المكسيك كانوا: صامويل بورافاتو، وكارمن بورافاتوك، وروميو جيراك، وآنا دبليو هوارد، وفلورنس مايبيري، وإيرل جيمس موريس، وهارولد بالدوين موراي، وفاليريا لامب نيكولز، والدكتور إدريس رايس–راي.
أظهرت مراجعة أجريت للمجتمع الدولي في عام 1963 أن المكسيك لديها:
- 11 جمعية (بما في ذلك غوادالاخارا، مكسيكو سيتي، مونتيري، سان ميغيل دي الليندي،[52] سان رافائيل كوماك [الإنجليزية][61] وتيبيك)،
- 16 مجموعة (بما في ذلك مدن كوليما، وكويرنافاكا، وتارانداكوا)، و
- 16 مكانًا آخرًا بأفراد معزولين.
- في الوقت نفسه، شملت عضوية المجتمع العديد من الشعوب الهندية – كورا، ومايا، والأزتيك الناطقين باللغة الناهواتل، وأوتومي، بالإضافة إلى الاتصال الذي تم إنشاؤه مع شعبي تلاكسكالتيك وياكي.[64]

في عام 1964 وصل الدين إلى جزيرة كوزوميل وجزيرة موخيريس. في عام 1965 حضر أوغو جياتشيري، صاحب مبادرة «يد القضية»، المؤتمر الوطني. تم انتخاب أول عضو من شعب المايا في ذلك العام – خورخي كورونادو – بعد 3 سنوات من العمل على نشر الدين بين شعب المايا. انضم أول عضو من قبيلة ياكي إلى الدين في عام 1966. يُعرف رواد المكسيك بأنهم رواد في بلدان أخرى وولايات أخرى في المكسيك منذ عام 1967. كان من المعروف أن الشباب من الولايات المتحدة عرضوا فترة خدمة لمنطقة يوكاتان بما في ذلك المعهد هناك ورافقوا عضو مجلس الإدارة المساعد في العديد من الرحلات. في شهر أكتوبر، انعقد مؤتمر إقليمي كبير في بنما، حيث تم عرض نسخة من صورة حضرة بهاء الله في المناسبة المهمة للغاية التي تحتفل بالذكرى المئوية لكتابة حضرة بهاء الله لسورية الملوك (لوح الملوك)، والتي وصفها شوقي أفندي بأنها «أعظم لوح كشف عنه حضرة بهاء الله». كما كان بمثابة وضع حجر الأساس لأول بيت للعبادة البهائية في أمريكا اللاتينية. وقد حضر هذا المؤتمر وفود من مختلف الشعوب والمؤسسات المكسيكية. وفي الوقت نفسه، استمر رواد الهجرة القصيرة الأمد في القدوم إلى المكسيك. كان الممثل الهندي ومخرج الأفلام الوثائقية فيل لوكاس من بين أولئك الذين عاشوا في المكسيك في السبعينيات. تواصل البهائيون مع العديد من قادة المدن والولايات الذين قدموا لهم الأدب البهائي بما في ذلك حاكم يوكاتان، وحاكم أواكساكا [الإنجليزية].

### الشباب
في عام 1970، تم تأسيس نادي بهائي في مؤسسة جامعة الأمريكتين، بويبلا والذي تم الاعتراف به رسميًا – وهو الأول من نوعه في أمريكا اللاتينية – في عام 1971. في عام 1972 ألقى متحدثون متجولون عن الدين عروضًا هناك. انعقد المؤتمر الدولي الأول للشباب في المكسيك عام 1973 في مدينة بويبلو بمشاركة 5 دول وزاد العدد إلى 200 شاب. وفي وقت لاحق من عام 1975، أقيمت سلسلة من الحفلات الموسيقية العامة التي قدمها فنانون بهائيون في جامعة ميريدا، وحضرها مئات الأشخاص، فضلاً عن التغطية الإخبارية. في عام 1974 ظهر المعلمون والشباب من مركز مونا على شاشة التلفزيون المحلي خلال مدرسة شتوية عن الدين. تأسس أول نادي بهائي في كلية الطب بجامعة جوادالاخارا المستقلة في المكسيك [الإنجليزية] في أبريل 1978.

### المؤتمرات
في عام 1974 تمت دعوة البهائيين في المكسيك للمشاركة في حلقة نقاشية جامعية حول الدين في المكسيك والتي شارك فيها المستشاران القاريان كانين دي بورافاتو وبول لوكاس بناءً على طلب الجمعية الوطنية. وفي إطار السنة العالمية للمرأة عام 1975، شاركت الجماعة البهائية الدولية في المؤتمر العالمي الأول للمرأة، الذي عقد في مدينة مكسيكو. تم اعتماد ممثلين بهائيين رسميًا لحضور المؤتمر وحضر تسعة ممثلين اجتماع تريبيون للمنظمات غير الحكومية، وهو الاجتماع الموازي للمنظمات غير الحكومية في عملية أشرف عليها المجلس الوطني في المكسيك. كان المندوبون من القيادات النسائية البهائية من جميع أنحاء العالم وكان من بينهم الدكتورة إدريس رايس–راي من المكسيك. كانت الدكتورة هيلين إلسي أوستن من بين المندوبين في العديد من المؤتمرات النسائية الدولية، بما في ذلك مؤتمر المرأة الدولي عام 1975 في مدينة مكسيكو. وكان هناك أيضًا تغطية تلفزيونية ومقابلات. وفي الوقت نفسه، شارك العديد من البهائيين الهنود من المكسيك في اجتماع للتوعية الثقافية في كاليفورنيا للبهائيين إلى جانب هنود من الولايات المتحدة لتشجيع الحفاظ على معيار الأفعال على الأقوال إلى جانب الوعي بثقافة الشعوب التي تمت مخاطبتها. وفي فبراير 1977، انعقد مؤتمر في ميريدا لبحث نشر الدين في المكسيك، وحضره أكثر من 2000 بهائي. كان ثلث المشاركين من المؤمنين الأصليين من مختلف أنحاء أمريكا الوسطى، وكان 150 منهم من شعب المايا. وقد سُمح لأفراد عائلات الهنود غير البهائيين بحضور الاجتماع بشكل كامل. وكان هناك ثلاثة من رجال القضية حاضرين – بول هاني، ورحمة الله المهاجر، وإينوك أولينغا، بالإضافة إلى المستشارة فلورنس مايبيري التي كانت في الجمعية الوطنية الأولى في المكسيك.

### التركيبة السكانية في أواخر سبعينيات القرن العشرين
في حين كان هناك 11 جمعية في عام 1963، أفاد المجتمع بحلول عام 1977 بانتخاب 141 جمعية. أفاد المؤتمر الوطني لعام 1979 بانتخاب 165 جمعية، و602 منطقة، و45 مندوبًا، وسبعة أعضاء في مجلس مساعد للأمة.

### بداية جهود التنمية الاجتماعية والاقتصادية
منذ نشأتها في القرن التاسع عشر في آسيا، كان للدين دور في التنمية الاجتماعية والاقتصادية بدءًا من منح المزيد من الحرية للنساء، وترويج تعليم الإناث باعتباره أولوية، وقد تم التعبير عن هذه المشاركة عمليًا من خلال إنشاء المدارس والتعاونيات الزراعية والعيادات. في المكسيك، بدأت المدارس البهائية في خدمة احتياجات المجتمع في وقت مبكر من عام 1965 عندما أسس البهائيون معهدًا في مونا، يوكاتان [الإنجليزية]، يقدم دروسًا للأطفال وتدريبًا للبالغين من قبل البهائيين في المنطقة. في عام 1970 تم إنشاء معهد مماثل للمعهد الذي تأسس في مونا في سان رافائيل كوماك. تم تجديد معهد آخر، تضرر في زلزال عام 1973، وتوسيعه وإعادة افتتاحه في عام 1975. في أوائل عام 1976، اجتمعت نساء بهائيات من العديد من بلدان شمال أمريكا اللاتينية بما في ذلك المكسيك في السلفادور لحضور مؤتمر نسائي برعاية المستشارين القاريين لأمريكا الوسطى، وتضمن الحدث اجتماعات بين البهائيين وكذلك المدعوين من غير البهائيين.
ودخل الدين مرحلة جديدة من النشاط عندما صدرت رسالة من بيت العدل الأعظم بتاريخ 20 أكتوبر 1983 موجهة إلى المجتمع الدولي حول أهمية مثل هذه الأنشطة. وحث البهائيين على البحث عن طرق متوافقة مع التعاليم البهائية، والتي يمكنهم من خلالها المشاركة في التنمية الاجتماعية والاقتصادية للمجتمعات التي يعيشون فيها. في عام 1979، كان هناك 129 مشروعًا بهائيًا للتنمية الاجتماعية والاقتصادية معترفًا بها رسميًا في جميع أنحاء العالم. وبحلول عام 1987، ارتفع عدد مشاريع التنمية المعترف بها رسميا إلى 1482 مشروعا. بالإضافة إلى استمرار المدارس المختلفة، اجتمع الموسيقيون البهائيون من 14 دولة في مؤتمر دولي بما في ذلك تشارلز وولكوت، والذي كان بمثابة معرض للرقص والموسيقى الأصلية، ونصب تذكاري للبهائيين الذين يعانون من الاضطهاد وفرصة لجولة في مستشفى محلي للأطفال، ودار للأيتام، ومدرسة ومسرح محلي للعب للأطفال والموظفين – انضم اثنان من الموسيقيين المتجولين إلى الدين خلال الأحداث.

## المجتمع الحديث
منذ ثمانينيات القرن العشرين، انخرط المجتمع الوطني في مجموعة واسعة من الأماكن.

### القضايا الدولية
شارك البهائيون المكسيكيون في استضافة المكسيك لبرلمان أديان العالم.
أبدت الحكومة الوطنية عمومًا دعمًا نسبيًا لرد البهائيين على انتهاكات حقوق الإنسان في إيران. في عام 2001، امتنعت المكسيك عن التصويت؛ وفي عام 2002، أيدت القرار.
كانت الطائفة البهائية المكسيكية من بين المستجيبين لمسحٍ أجراه المقرر الخاص للأمم المتحدة حول المشاكل المتعلقة بحرية الدين والمعتقد من منظور المناهج والكتب المدرسية في مؤسسات التعليم الابتدائي والثانوي. ومن شأن نتائج هذا المسح أن تُسهّل صياغة استراتيجية تعليمية دولية لمكافحة جميع أشكال التعصب والتمييز على أساس الدين أو المعتقد، وهي استراتيجية يمكن أن تُركّز على تحديد وتنفيذ برنامجٍ مشتركٍ للحد الأدنى لتعزيز التسامح وعدم التمييز.
شارك البهائيون المكسيكيون في مؤتمر عالمي عبر الهاتف لإحياء ذكرى يوم حقوق الإنسان قبل المؤتمر العالمي لمكافحة العنصرية عام 2001. وربط مؤتمر الفيديو المشاركين في بوغوتا وشيكاغو وجنيف ومكسيكو سيتي ونيويورك وروما وسان فرانسيسكو وسانتياغو وفيينا. وتحدث في الاجتماع ماري روبنسون، المفوضة السامية لحقوق الإنسان في الأمم المتحدة؛ وجيوتي سينغ، المنسق التنفيذي للمؤتمر العالمي للأمم المتحدة ضد العنصرية؛ وتيشيستي أهديروم، رئيس لجنة المنظمات غير الحكومية المعنية بحقوق الإنسان وممثل المجتمع البهائي الدولي لدى الأمم المتحدة؛ وبيتسو مونتيودي، مستشار البعثة الدائمة لجنوب أفريقيا لدى الأمم المتحدة. كما مكّن المشاركين في تلك المدن وعلى الإنترنت من طرح الأسئلة والانضمام إلى المناقشة مع قادة الأمم المتحدة في العمل.

### الأشخاص

#### الشعوب الأصلية
في عام 1980، سافر فريقان من البهائيين الأمريكيين الأصليين من ألاسكا وكندا والولايات المتحدة يمثلون 10 قبائل تحت اسم درب النور من الشمال إلى الجنوب بدءًا من منتصف يونيو وقدموا الدين للجمهور في المكسيك وبليز وغواتيمالا وهندوراس وبنما وبوليفيا وتشيلي وبيرو وأخيرًا الإكوادور. تم تسجيل أول بهائي من شعب توتوناك في فيراكروز بالمكسيك قبل عام 1983. استمرارًا لعملية «درب النور» في الفترة من 1984 إلى 1985، جلب البهائيين الأصليين المكسيكيين إلى فيراكروز بالمكسيك. في عام 1988، كانت المكسيك ممثلة في المجلس القاري الخامس للسكان الأصليين من بين 400 مشارك.

#### الشباب
سافر الشباب المكسيكي دوليًا لدعم المجتمعات البهائية بما في ذلك في نيوزيلندا والبرازيل. ويواصل الشباب الآخرون السفر إلى المكسيك والخدمة والتغيير من خلال المشاركة.

### التركيبة السكانية
قدرت جمعية أرشيفات بيانات الأديان (بالاعتماد على الموسوعة المسيحية العالمية) أن عدد البهائيين في المكسيك بلغ حوالي 37900 في عام 2005. أشارت اللجنة الوطنية للتدريس في عام 2000 تقريبًا إلى أنه على الرغم من وجود بعض النمو على الأقل في 19 ولاية من ولايات المكسيك، إلا أن معظم النمو حدث في سان لويس بوتوسي ويوكاتان، تليها غواناخواتو، وباخا كاليفورنيا، مع بعض الإشعار في كوليما وولايات أخرى. في عام 2009، عقد مؤتمر إقليمي بناءً على طلب بيت العدل الأعظم للاحتفال بالإنجازات الأخيرة في بناء المجتمع المحلي والتخطيط للخطوات التالية في التنظيم في مناطقهم الأصلية. حضر الحدث الذي استمر يومين 600 بهائي من مختلف أنحاء المكسيك.

## وصلات خارجية
- البهائيون في المكسيك
  - اللجنة الوطنية للتدريس في المكسيك (ترجمة)
  - بهائيو كانكون
  - البهائيون في مكسيكالي
  - صور البهائيين في أواكساكا